# Las Lomas (Kalifornia)
Las Lomas – jednostka osadnicza w Stanach Zjednoczonych, w stanie Kalifornia, w hrabstwie Monterey.